# نشانگان ادواردز
نشانگان ادواردز (Edwards Syndrome) (که با نام تریزومی ۱۸ نیز شناخته می‌شود) نوعی ناهنجاری کروموزومی است که به دلیل سه‌تایی شدن کروموزم هجدهم رخ می‌دهد. کروموزوم اضافی ممکن است کاملاً جدا یا چسبیده به کروموزوم دیگر باشد. این تریزومی معمولاً در اثر اشتباه در مرحله‌ی جداشدن کروموزوم‌های هومولوگ در میوز (یا پدر یا مادر) اتفاق می‌افتد.

## بیماریزایی
هرچند این بیماری پس از سندرم داون دومین تریزومی شایع است ولی اصولاً نادر است و تقریباً یک در هر ۶۰۰۰ تولد زنده رخ می‌دهد. ۸۰٪ از جنین‌های مبتلا به این نشانگان دختر هستند. بیشتر جنین‌های مبتلا به دلیل نقایص قلبی و کلیوی قبل از زایمان می‌میرند. نوزادان مبتلا ممکن است همه یا برخی از این مشکلات را داشته باشند: نقایص قلبی (نقص دیواره بین‌بطنی، نقص دیواره بین‌دهلیزی، مجرای شریانی باز)، ناهنجاری‌های کلیوی، برآمدگی احشا جنین (امفالوسل)، بن‌بست مری، اشکالات دستگاه گوارش، عقب ماندگی ذهنی، اختلال رشد، دیسفاژی (دشواری در بلع)، تنگی نفس و آرتروگریپوزیس (اختلالات در مفاصل و عضلات)
برخی از ناهنجاری‌های ظاهری که مبتلایان به این نشانگان دچار آن هستند عبارتند از میکروسفالی (سر کوچک)، گوش‌های کوچک و بدشکل، فک کوچک غیرعادی (میکروگناتیسم)، لب‌شکری، بینی به سمت بالا، تنگی شکاف چشمی، فاصله‌ی زیاد چشم‌ها، افتادگی پلک، کوتاهی استخوان سینه، دست‌های گره کرده، کیست کوروئید پلکسوس، انگشت شست یا ناخن‌های کم‌رشدیافته، دست چنبری رادیال، انگشتان چسبیده‌ی دوم و سوم پا، پاچنبری، گودی کف پا و نهان‌بیضگی در پسران.
در رحم شایع‌ترین شاخصه، ناهنجاری‌های قلبی به همراه ناهنجاری‌های دستگاه عصبی مرکزی مانند شکل سر غیرعادی می‌باشد. شایع‌ترین ناهنجاری درون‌جمجمه‌ای، وجود کیست‌های کوروئید پلکسوس است که به صورت بسته‌های پر از مایع روی مغز قرار گرفته‌اند. هر چند وجود این کیست‌ها الزاماً مشکل‌ساز نیست اما می‌تواند نشانه‌ی تریزومی ۱۸ باشد. گاهی اوقات نیز زیاد بودن مایع آمنیوتیک (در کیسه‌ی جنین) یا پُلی‌هیدرآمنیوس دیده می‌شود.